# Джон Стерджес
Джон Еліот Стерджес (3 січня 1910 — 18 серпня 1992) — американський кінорежисер. Серед його найвідоміших фільмів: «Поганий день у Блек Році» (1955), "Перестрілка в О. К. «Коррал» (1957), «Чудова сімка» (1960) та «Велика втеча» (1963).
Стерджес розпочав кар'єру в Голлівуді як монтажер 1932 році. Під час Другої світової війни Стерджес режисерував документальні та навчальні фільми в армії США. Кар'єра режисера в Голівуді розпочалася з фільму «Людина, яка наважилася» (1946), першого з багатьох фільмів категорії В. У 1992 році він був нагороджений премією Золотий чобіт за внесок у вестерни.

## Вибіркова фільмографія
- 1953 — Втеча з форту Браво[en] / (Escape from Fort Bravo)
- 1955 — Поганий день у Блек Році / (Bad Day at Black Rock)
- 1957 — Стрілянина в О. К. Коррал[en] / (Gunfight at the O.K. Corral)
- 1958 — Старий і море / (The Old Man and the Sea)
- 1959 — Так мало ніколи / (Never So Few)
- 1960 — Чудова сімка / (The Magnificent Seven)
- 1963 — Велика втеча / (The Great Escape)
- 1965 — Стежка Алілуя / (The Hallelujah Trail)
- 1968 — Полярна станція «Зебра»[en] / (Ice Station Zebra)
- 1969 — Загублені / (Marooned)
- 1972 — Джо Кідд / (Joe Kidd)
- 1974 — МакКью[en] / (McQ)
- 1976 — Орел приземлився / (The Eagle Has Landed)